# NGC 1215
NGC 1215 ist eine Balken-Spiralgalaxie vom Hubble-Typ SBc im Sternbild Eridanus südlich des Himmelsäquators. Sie ist schätzungsweise 216 Millionen Lichtjahre von der Milchstraße entfernt und hat einen Durchmesser von etwa 115.000 Lichtjahren. Die Galaxie wird als Mitglied der Galaxiengruppe HCG 23 gelistet.
Im selben Himmelsareal befinden sich u. a. die Galaxien NGC 1208, NGC 1214, NGC 1216, IC 1880.
Das Objekt wurde am 21. Oktober 1886 von dem Astronomen Lewis Swift entdeckt.